# Christian Fredrik Michelet
Christian Fredrik Michelet (Oslo, 23 giugno 1863 – 25 luglio 1927) è stato un avvocato e politico norvegese.

## Biografia
Era il figlio del colonnello Georg von Ove Ramel Michelet (1830-1908), e di sua moglie, Anna Beate Stang (1838-1866). Era un nipote di Christian Fredrik Michelet, di Thomas Andersen Stang e di Carl Johan Michelet, cugino di primo grado Christian Fredrik Michelet e cugino di secondo grado del teologo Simon Michelet. Nel maggio 1888 sposò Betzy Holmsen (1867-1951).

## Carriera
Dopo la laurea divenne un avvocato per Nils Nicolaysen, prima di aprire uno studio, Michelet og Harbitz, insieme a Edmund Harbitz nel 1890. Nel 1916 lo studio cambiò il suo nome in Skavlan og Blom.
Fu eletto per il consiglio comunale di Bærum (1897) e come sindaco (1899-1910). Nel 1909 divenne deputato ed è stato rieletto nel 1912, 1915 e 1918. Nel 1920 divenne Ministro degli affari esteri, carica che ricoprì fino al 1921 e di nuovo dal 1923 al 1924.
In seguito alla morte di Otto Bahr Halvorsen, Michelet ricoprì la carica di primo ministro della Norvegia (24 marzo-29 maggio 1923). Fu processato nel caso di impeachment (1926-1927) contro i sette membri del gabinetto di Berge, ma fu assolto.

## Morte
Morì il 25 luglio 1927 da un colpo accidentale dalla sua stessa pistola.